# Hr.Ms. K IX (1923)
De Hr.Ms. K IX was een Nederlandse onderzeeboot van de K VIII-klasse. De boot werd op 27 juni 1917 besteld door het Nederlandse ministerie van Koloniën bij de scheepswerf Koninklijke Maatschappij de Schelde uit Vlissingen. Op 28 februari 1924 begon de K IX aan de overtocht naar Nederlands-Indië. Tijdens deze overtocht stond de K IX onder commando van F.W. Coster en deed het de volgende havens aan: Portland, Plymouth, Sevilla, Tunesië, Alexandrië, Port Said, Suez, Aden en Colombo. Op 13 mei 1924 kwam de K IX in Sabang aan.

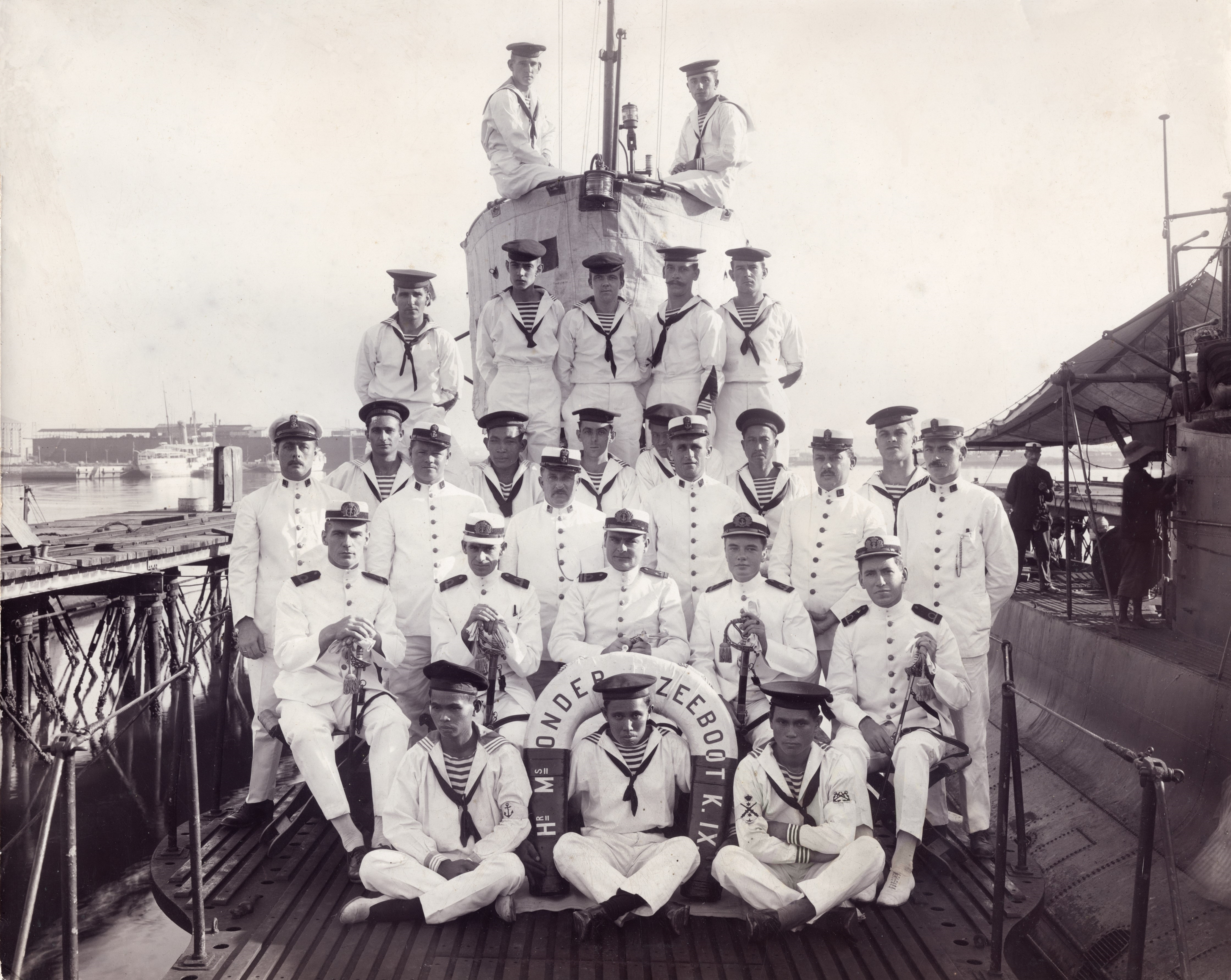
Onderzeeboot Hr. Ms. K IX onder commando van F.W. Coster. Foto waarschijnlijk genomen bij aankomst in Sabang op 13 mei 1924. Rechts naast de commandant zit Ltz 2e kl J.C. d'Engelbronner.

## De K IX tijdens WO II
Tijdens de Duitse aanval op Nederland in 1940 bevond de K IX zich in Nederlands-Indië en was op dat moment uit actieve dienst. Vanwege het uitbreken van de oorlog met Duitsland werd de K IX weer in actieve dienst genomen. In maart 1941 patrouilleerde ze in de Straat Soenda, omdat het Duitse pantserschip de Scheer was gesignaleerd in de Indische Oceaan.
Toen het gevaar van de Scheer geweken was werd de K IX weer in reserve gehouden. Vlak voor de val van Soerabaja voerde de K IX nog een oorlogspatrouille uit in de Golf van Thailand. Tijdens deze patrouilles onbdervond de boot problemen met de motor. Na de val van Soerabaja vertrok de K IX naar Fremantle waar hij gebruikt werd als doelschip voor onderzeebootbestrijdingsoefeningen.
Op 15 april 1942 bood de Koninklijke Marine de Koninklijke Australische marine twee onderzeeboten met bemanning aan, waaronder de K IX. De Australische marine accepteerde dit aanbod. De K IX werd door de Australische marine gebruikt als doelschip voor de opleiding in onderzeebootbestrijding. Tijdens een aanval van een Japanse onderzeeboot in de haven van Sydney raakte de K IX zwaar beschadigd. Omdat de Koninklijke Marine manschappen nodig had in het Verenigd Koninkrijk voor de nieuw gebouwde onderzeeboten, werd besloten de K IX uit dienst te nemen. De Australische marine besloot toch de werkzaamheden aan de K IX voort te zetten en op 22 juni 1943 nam de Australische marine de K IX in dienst als K 9.

### De K IX als K 9
Om een bemanning voor de K 9 bij elkaar te krijgen werden officieren van de Royal Navy en vrijwilligers van de United States Navy gerekruteerd. Als manschappen werden vrijwilligers van de Australische marine gebruikt. Niet lang heeft Australische marine gebruik kunnen maken van de K 9. Vanwege haar leeftijd vertoonde de K 9 veel gebreken en na een batterijexplosie op 22 januari 1944 werd, op 24 februari 1944, de K 9 uit dienst te nemen.

## K IX na de WO II
Na de Tweede Wereldoorlog werd de K IX door de Nederlandse mijnenveger Abraham Crijnssen versleept naar Darwin. Tijdens het slepen brak 's nachts de kabel waardoor de K IX op drift raakte. Doordat, door de bemanning van de Abraham Crijnssen, niet werd opgemerkt dat de kabel gebroken was men de K IX kwijt. Uiteindelijk spoelde de K IX aan op het strand van wat nu Submarine Beach genoemd wordt, iets ten zuiden van het dorp Seal Rocks in New South Wales. Bij de vuurtoren van Seal Rocks is een gedenkplaat geplaatst met een uiteenzetting over de K IX. Het casco van de K IX ligt nog steeds onder het zand van het strand. Voor het laatst in 2001 werd, door een zware storm, een deel van het casco zichtbaar.